# Contea di Essex (New York)
La contea di Essex (in inglese Essex County) è una contea dell'est dello Stato di New York negli Stati Uniti. Il capoluogo è Elizabethtown.

## Geografia fisica
La contea si trova nel nord-est dello Stato, al confine con il Vermont. A est il lago Champlain segna il confine con le contee di Chittenden e di Addison del Vermont.
Il territorio è montuoso essendo caratterizzato dai rilievi dei monti Adirondack che nella contea raggiungono nell'area centro-occidentale la massima elevazione di 1 629 metri con il Mount Marcy (che è anche il monte più alto dello Stato di New York). Nella stessa area si elevano l'Algonquin Peak (che con i suoi 1 559 metri è la seconda cima degli Adirondack), il Mount Haystack (1 512 metri) ed il Mount Skylight (1 501 metri). A nord si eleva la Whiteface Mountain di 1 483 metri.
Il fiume Hudson nasce presso il Mount Marcy e scorre nell'area sud-occidentale per poi segnare una parte del confine meridionale. Altro fiume a scorrere verso sud è lo Schroon, che alimenta il lago omonimo al confine con la contea di Warren. Verso nord scorrono i due rami del fiume Au Sable, che si congiungono ad Au Sable Forks. A quel punto il fiume Au Sable piega verso nord-est segnando parte del confine settentrionale fino alla foce nel lago Champlain. Nel nord-ovest è situato il lago Lake Placid sulla cui sponda meridionale è situata l'omonima località turistica. L'Adirondack Park ricopre tutto il territorio della contea.

### Contee confinanti
- Contea di Clinton - nord
- Contea di Chittenden (Vermont) - nord-est
- Contea di Addison (Vermont) - est
- Contea di Washington - sud-est
- Contea di Warren - sud
- Contea di Hamilton - ovest
- Contea di Franklin - nord-ovest

## Storia

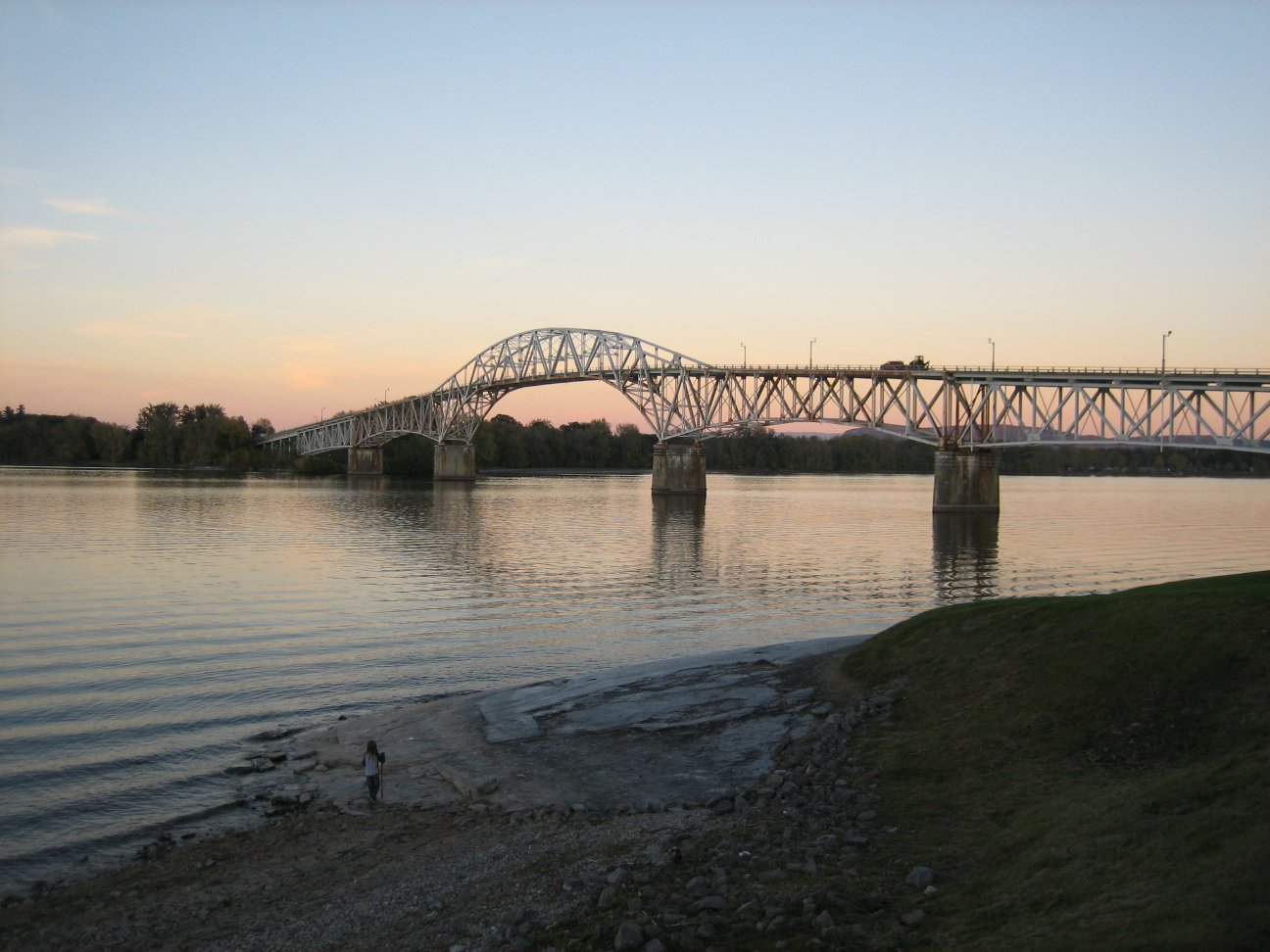
Il ponte di Crown Point sul lago di Champlain collega lo stato di New York con il Vermont.

La spedizione di Samuel de Champlain del 1609 fu la prima a raggiungere quest'area che fu a lungo contesa tra i francesi e gli inglesi. A seguito della guerra franco-indiana (1754-1753) fu definitivamente affermata la sovranità britannica. Con l'istituzione delle Province di New York nel 1683 l'area dell'attuale contea faceva parte della contea di Albany. In seguito passò alla contea di Washington e poi a quella di Clinton. Infine nel 1799 ne venne separata per dar vita all'attuale contea, che fi chiamata così per Essex in Inghilterra. Tra il 1818 ed il 1823 venne costruito un canale che permise di collegare il lago Champlain con il fiume Hudson.
Lake Placid ha ospitato i III Giochi olimpici invernali nel 1932 e i XIII Giochi olimpici invernali nel 1980.

## Comuni

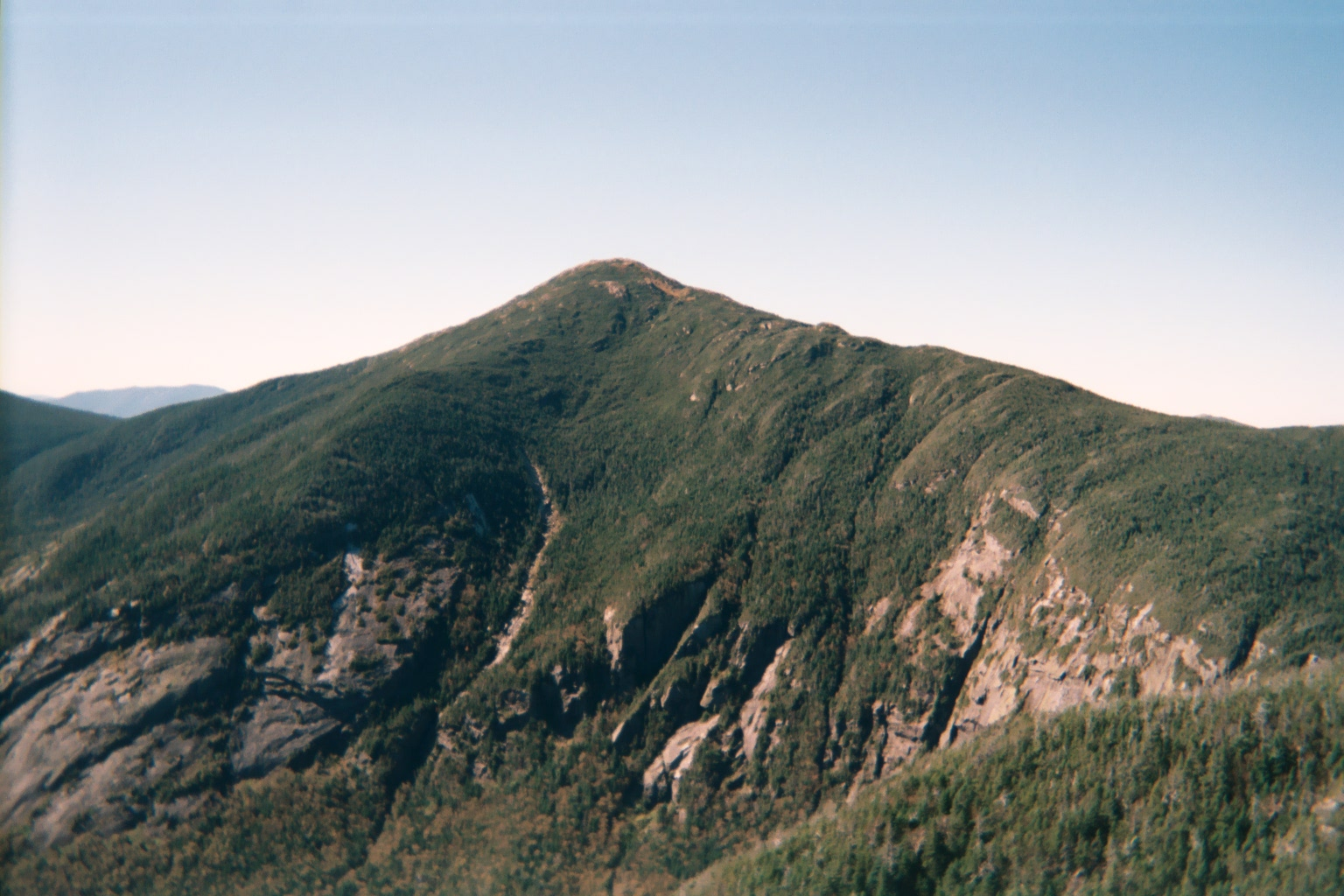
Il monte Marcy visto dal monte Haystack

| - Au Sable Forks - cdp - Chesterfield - town - Crown Point - town - Elizabethtown (capoluogo) - town - Essex - town - Jay - town - Keene - town - Lake Placid - village - Lewis - town - Minerva - town - Moriah - town - Newcomb - town | - North Elba - town - North Hudson - town - Port Henry - village - Saranac Lake - village - Schroon - town - St. Armand - town - Ticonderoga - town - Westport - town - Willsboro - town - Wilmington - town |